# Sirijus Klaipėda
Sirijus (lt „Klaipėdos "Sirijus") var en fodboldklub fra den litauiske by Klaipėda.

## Historie
Klubben blev stiftet i 1973 og gik konkurs i 1995.

## Titler

### Nationalt
- A Lyga
  - Vindere (1): 1990.[1]

- Litauiske Cup
  - Vindere (2): 1988, 1990
  - Andenplads (1): 1993

## Historiske slutplaceringer
| Sæson       | Niveau | Liga    | Placering | Kilder | Cup         |
| ----------- | ------ | ------- | --------- | ------ | ----------- |
| 1990.       | 1.     | Finalas | 1.        |        | 🏆 Cupin    |
| 1991.       | 1.     | A lyga  | 5.        |        |             |
| 1991.–1992. | 1.     | A lyga  | 3.        | [ 2 ]  |             |
| 1992.–1993. | 1.     | A lyga  | 4.        | [ 3 ]  | 🏆 finalist |
| 1993.–1994. | 1.     | A lyga  | 7.        | [ 4 ]  |             |
| 1994.–1995. | 1.     | A lyga  | 11.       | [ 5 ]  |             |